# Pale Waves
Pale Waves ist eine englische Indierockband aus Manchester. Ihren Durchbruch hatten sie 2018 mit ihrem Debütalbum My Mind Makes Noises.
Durch ihre Funktion als Vorband der Pop-Punk-Band 5 Seconds of Summer bekamen sie mehr Aufmerksamkeit.

## Bandgeschichte
Anfang der 2010er Jahre lernten sich die Schlagzeugerin Ciara Doran und die Sängerin Heather Baron-Gracie kennen und freundeten sich an. Sie machten erst einige Zeit gemeinsam Musik, bevor sie sich mit dem Gitarristen Hugo Silvani und dem Bassisten Charlie Wood zu einer Band erweiterten. 2015 begannen sie mit Online-Veröffentlichungen und fanden so ein Label. 2017 erschien bei Dirty Hit ihre Debütsingle There’s a Honey. Die Produzenten waren Mitglieder der Band The 1975. Wenig später folgte Television Romance. Sie schafften es zwar nicht in die offiziellen Charts, aber immerhin auf Platz 2 der Vinyl-Singles. Weitere Singles und dazu landesweite Touren folgten. Zum Jahreswechsel standen die Pale Waves auf mehreren Newcomer-Listen, die ihnen den baldigen Durchbruch prognostizierten: Sie gewannen den Under the Radar Award des New Musical Express, belegten Platz 5 bei BBCs Sound of 2018 und waren bei MTV Brand New nominiert.
Im Februar 2018 folgte die EP All the Things I Never Said, die ein weiterer Vinyl-Erfolg war. Schließlich unterschrieben sie im Sommer bei Interscope Records, die ihnen auch den Weg in die USA eröffnete. Im September erschien ihr Debütalbum My Mind Makes Noises, das in ihrer Heimat Platz 8 der Albumcharts erreichte und in den US-Heatseekers-Charts auf Platz 1 kam. Danach wurde es ruhig um die Band. 2020 trugen sie zum Song SkinDeepSkyHighHeartWide des Films Die Besessenen bei. Außerdem bereiteten sie in diesem Jahr ihre zweite Albumveröffentlichung für 2021 vor. Vorab erschienen die Singles Change und She’s My Religion.
Am 12. Februar 2021 erschien das zweite Album der Band, Who Am I?

## Diskografie

### Alben
| Jahr | Titel Musiklabel               | Höchstplatzierung, Gesamtwochen, AuszeichnungChartsChartplatzierungen (Jahr, Titel, Musiklabel, Platzierungen, Wochen, Auszeichnungen, Anmerkungen) | Anmerkungen                              |
| Jahr | Titel Musiklabel               | UK | Anmerkungen                              |
| ---- | ------------------------------ | --- | ---------------------------------------- |
| 2018 | My Mind Makes Noises Dirty Hit | UK8 (2 Wo.)UK | Erstveröffentlichung: 14. September 2018 |
| 2021 | Who Am I? Dirty Hit            | UK3 (1 Wo.)UK | Erstveröffentlichung: 12. Februar 2021   |
| 2022 | Unwanted Dirty Hit             | UK4 (1 Wo.)UK | Erstveröffentlichung: 12. August 2022    |
| 2024 | Smitten Dirty Hit              | UK13 (1 Wo.)UK | Erstveröffentlichung: 27. September 2024 |

### EPs
- 2018: All the Things I Never Said
- 2019: Deezer Sessions
- 2021: Apple Music Home Session

### Singles
- 2017: There’s a Honey
- 2017: Television Romance
- 2017: New Year’s Eve
- 2017: My Obesession
- 2018: The Tide
- 2018: Kiss
- 2018: Noises
- 2018: Eighteen
- 2018: Black
- 2018: One More Time
- 2020: Change
- 2020: She’s My Religion